# ستيفن دونهام
ستيفن دونهام (بالإنجليزية: Stephen Dunham)‏ مواليد 14 سبتمبر 1964 في بوسطن، الولايات المتحدة - الوفاة 14 سبتمبر 2012 في بربانك، الولايات المتحدة، هو ممثل أمريكي بدأ مسيرته الفنية سنة 1990.

## الأعمال
- إتجار
- أمسكني لو استطعت
- إدارة الغضب
- كن ذكيا
- الهمج
- نشاط خارق 4
- أطلق الرصاص علي!

## روابط خارجية
- ستيفن دونهام على موقع IMDb (الإنجليزية)
- ستيفن دونهام على موقع ألو سيني (الفرنسية)
- ستيفن دونهام على موقع أول موفي (الإنجليزية)
- ستيفن دونهام على موقع قاعدة بيانات الأفلام السويدية (السويدية)
- ستيفن دونهام على موقع قاعدة بيانات الفيلم (الإنجليزية)
- ستيفن دونهام على موقع كينوبويسك (الروسية)